# Nya Kaledoniens herrlandslag i fotboll
Nya Kaledoniens herrlandslag i fotboll representerar Nya Kaledonien i fotboll. Laget är medlem av Fifa sedan 2004, men har deltagit i oceaniska mästerskap sedan 1973. Laget spelade sin första landskamp den 19 september 1951, då man slog Nya Zeeland med 2-0 borta.